# Молинело (Лука)
Молинело је насеље у Италији у округу Лука, региону Тоскана.
Према процени из 2011. у насељу је живело 11 становника. Насеље се налази на надморској висини од 601 м.